# Стетсонвил (Висконсин)
Стетсонвил (енгл. Stetsonville) град је у америчкој савезној држави Висконсин.

## Демографија
По попису из 2010. године број становника је 541, што је 22 (-3,9%) становника мање него 2000. године.
| Група             | 2000.       | 2010.       |
| Белци             | 553 (98,2%) | 531 (98,2%) |
| Афроамериканци    | 0 (0,0%)    | 4 (0,7%)    |
| Азијати           | 1 (0,2%)    | 1 (0,2%)    |
| Хиспаноамериканци | 4 (0,7%)    | 6 (1,1%)    |
| Укупно            | 563         | 541         |